# Изаура Гонсалу Ньюси
Изаура Гонсалу Ньюси до замужества Ферран (порт. Isaura Gonçalo Ferrão Nyusi; 2 октября 1962, Тете , провинция Тете, Португальский Мозамбик) — мозамбикский политик, супруга президента Филипе Ньюси, первая леди Мозамбика с 15 января 2015 года.
В феврале 2016 года Ньюси стала президентом Организации женщин Мозамбика (ОММ), женского политического подразделения ФРЕЛИМО.